# Obwód rówieński
Obwód rówieński (w czasach PRL-u także: Obwód równieński, ukr. Рівненська область) – jeden z 24 obwodów Ukrainy. Leży w zachodniej części Ukrainy, przy granicy z Białorusią. Stolicą obwodu jest Równe. 
Obwód rówieński graniczy z obwodami: żytomierskim, chmielnickim, tarnopolskim, lwowskim i wołyńskim oraz białoruskim obwodem brzeskim. Obwód został utworzony 4 grudnia 1939 r. dekretem Prezydium Rady Najwyższej ZSRR z części terytorium II Rzeczypospolitej okupowanego przez Armię Czerwoną w trakcie agresji ZSRR na Polskę i anektowanego następnie przez ZSRR.
Obwód rówieński współpracuje z województwem warmińsko-mazurskim na mocy Umowy o współpracy międzyregionalnej między Województwem Warmińsko-Mazurskim i Obwodem Rówieńskim z dnia 9 grudnia 2003 r.
Obwód rówieński leży na obszarze Wołynia (centrum i południe) i Polesia (północ).

## Podział administracyjny
Obwód dzieli się na cztery rejony:
1. dubieński
2. równieński
3. sarneński
4. waraski

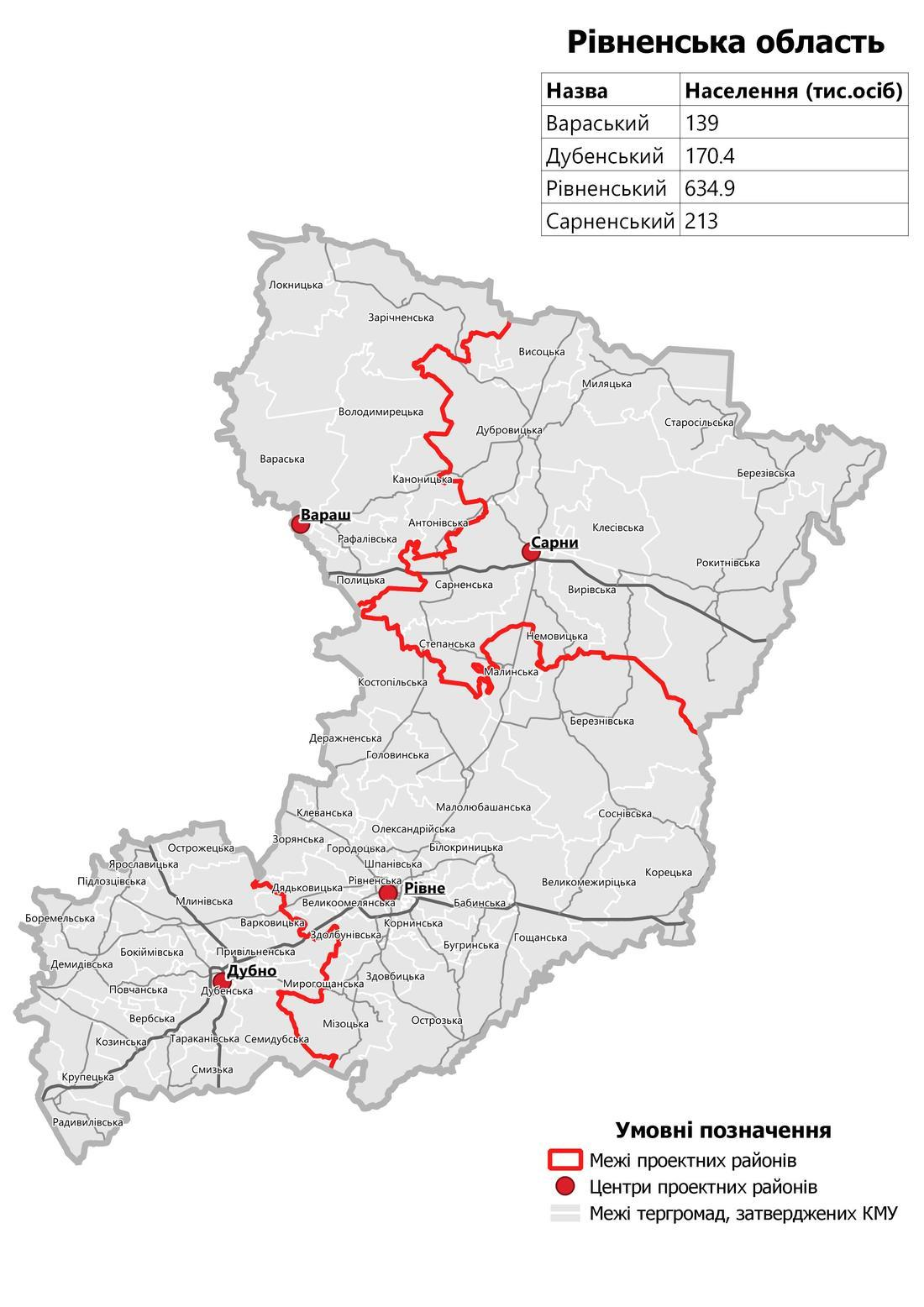
Rejony od 2020 roku

Rejony do 2020 roku

Do 19 lipca 2020 roku obwód dzielił się na rejony:

- berezieński
- dąbrowicki
- demidowski
- dubieński
- hoszczański
- korzecki
- kostopolski
- młynowski
- ostrogski
- radziwiłłowski
- rokicieński
- rówieński
- sarneński
- włodzimierzecki
- zarzeczniański
- zdołbunowski

oraz cztery miasta wydzielone: Dubno, Ostróg, Równe i Warasz.

## Miasta
|     | miasto      | populacja (2016) |
| --- | ----------- | ---------------- |
| 1.  | Równe       | 248 307          |
| 2.  | Warasz      | 41 849           |
| 3.  | Dubno       | 38 023           |
| 4.  | Kostopol    | 31 681           |
| 5.  | Sarny       | 29 019           |
| 6.  | Zdołbunów   | 24 882           |
| 7.  | Ostróg      | 15 779           |
| 8.  | Bereźne     | 13 373           |
| 9.  | Radziwiłłów | 10 499           |
| 10. | Dąbrowica   | 9 504            |
| 11. | Korzec      | 7 255            |

## Zabytki
- Zabytki miast Dubno i Ostróg – głównych miast regionu w Polsce przedrozbiorowej
- Zamki, m.in. zamek Ostrogskich w Dubnie, zamek Ostrogskich w Ostrogu, pozostałości zamków Czartoryskich w Klewaniu i Koreckich w Korcu
- Pałace, m.in. pałac Lubomirskich w Dubnie, pałac Steckich w Międzyrzeczu i pałac Chodkiewiczów w Młynowie
- Kościoły z okresu I Rzeczypospolitej, m.in. kościół św. Jana Chrzciciela w Dąbrowicy, kościół św. Antoniego w Korcu, kościół Zwiastowania Pańskiego w Klewaniu oraz Klasztor Kapucynów w Ostrogu
- Monaster Trójcy Świętej w Korcu

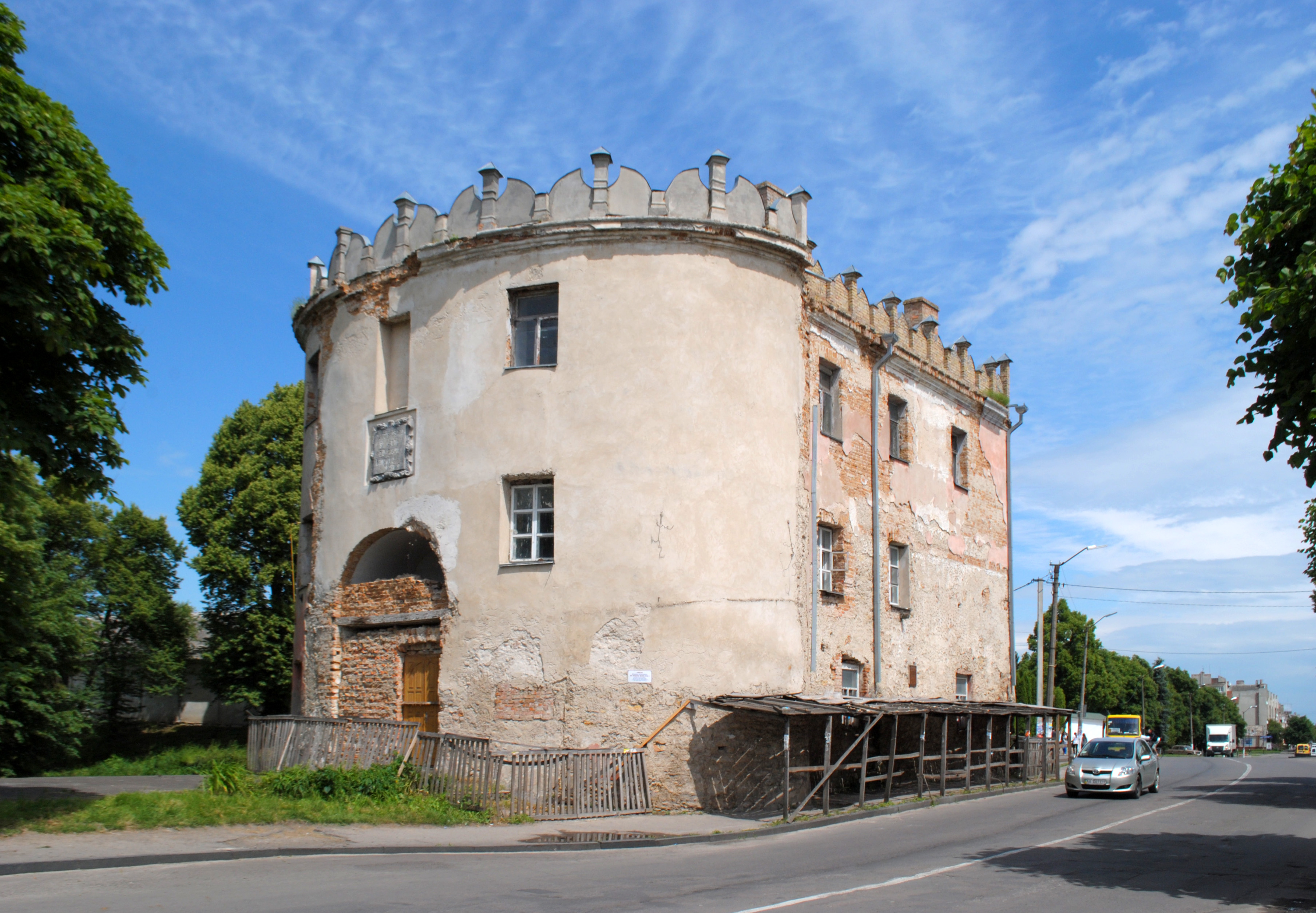
Brama Łucka w Dubnie
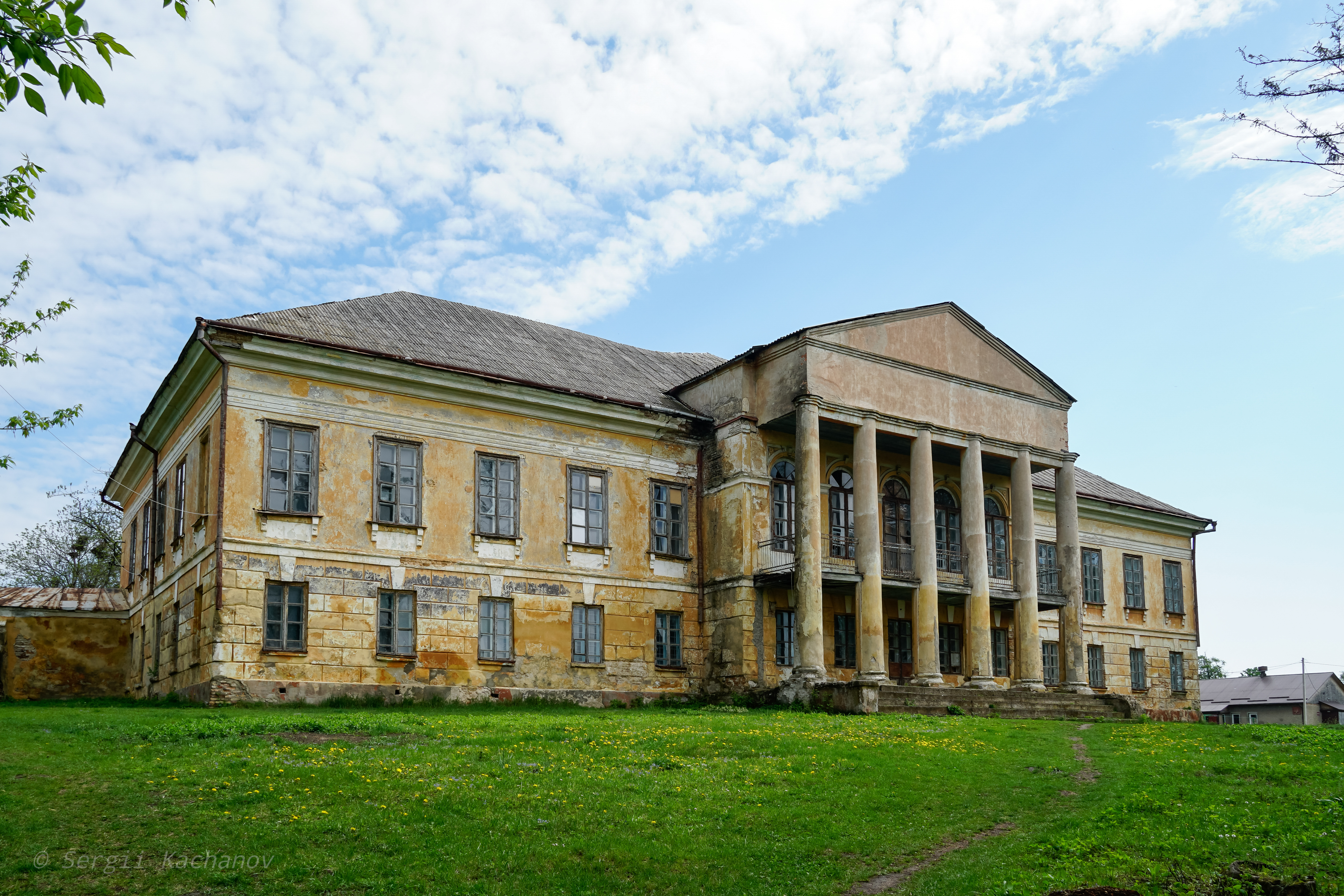
Pałac Steckich w Międzyrzeczu
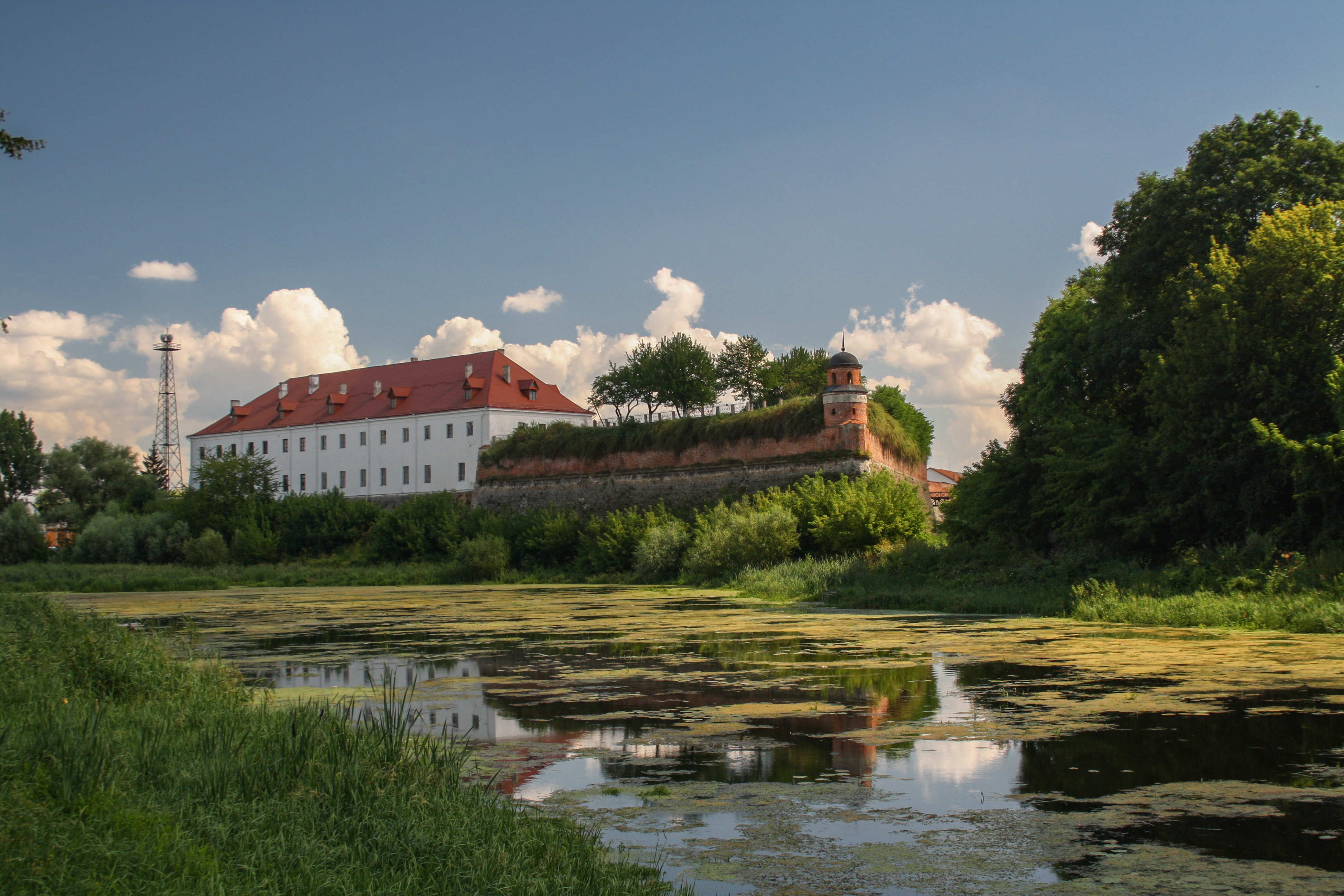
Zamek w Dubnie
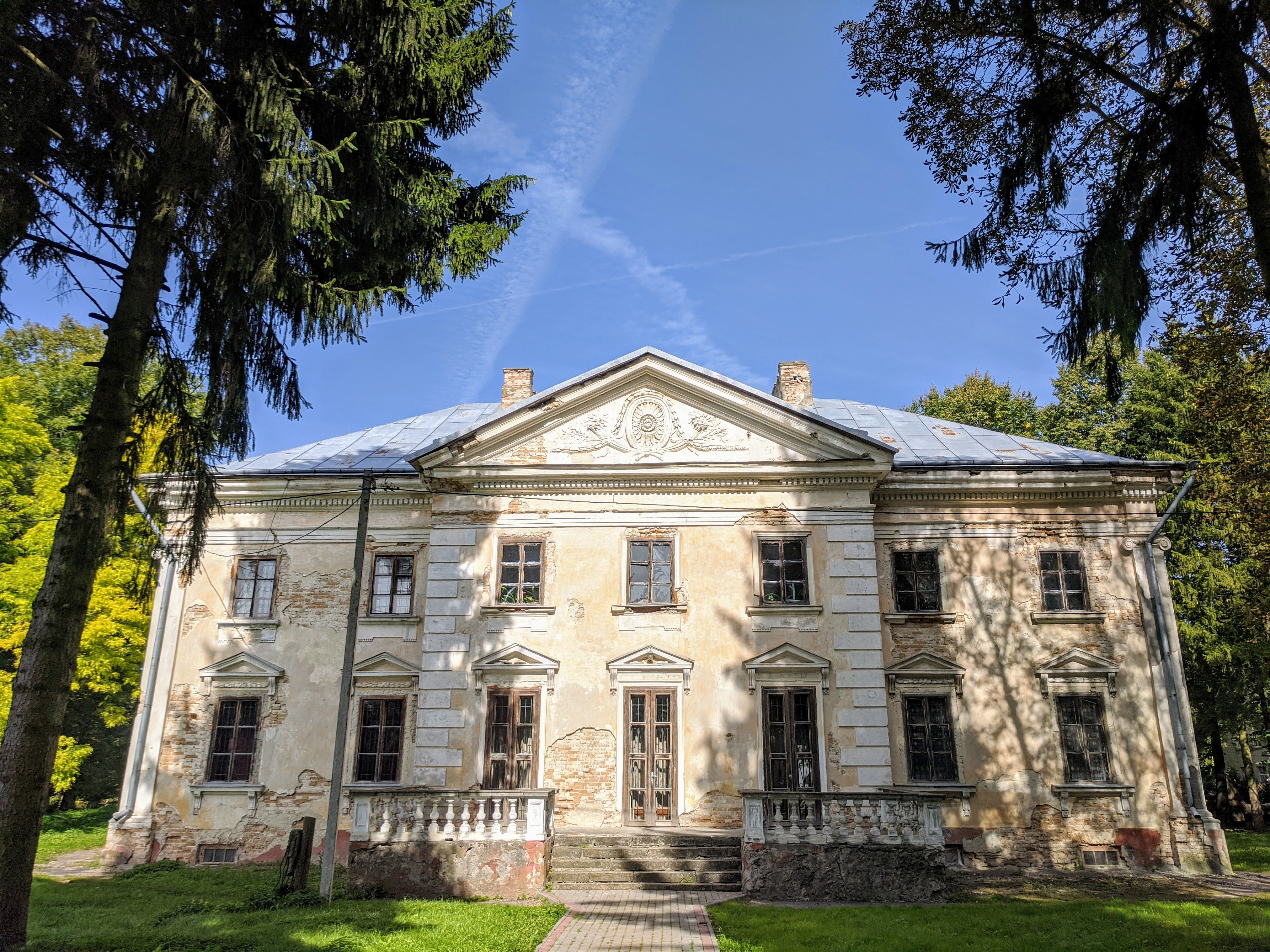
Pałac Chodkiewiczów w Młynowie
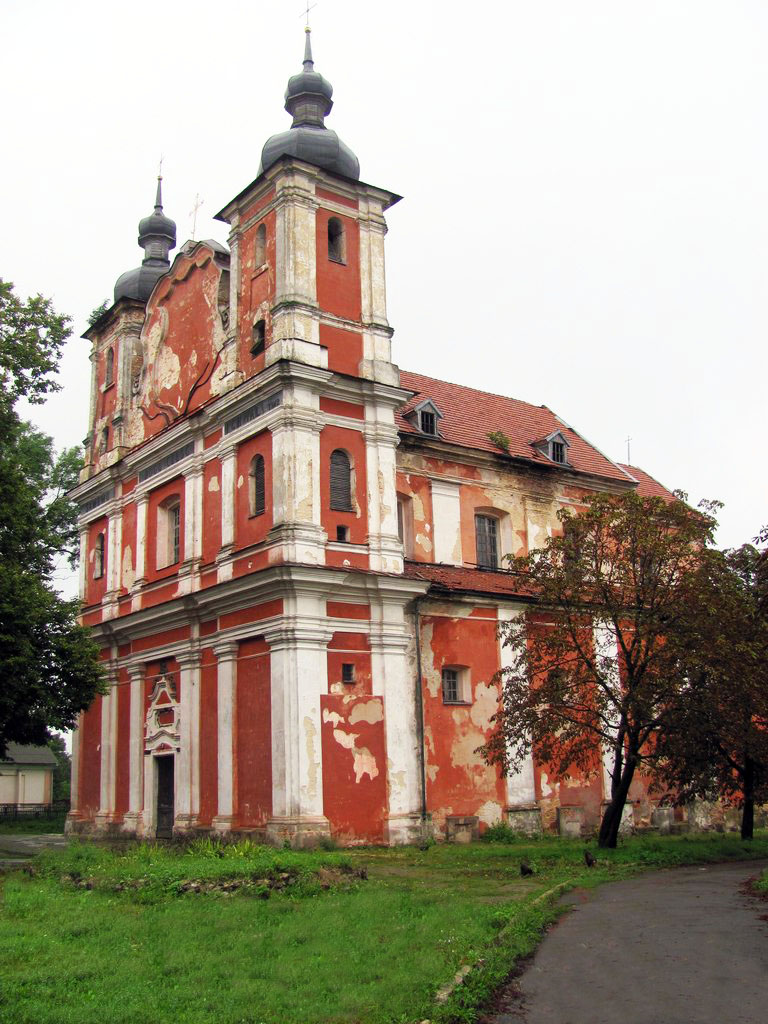
Kościół św. Jana Chrzciciela w Dąbrowicy